# Johann Garleff
Johann Christian Garleff (* 15. Juni 1878 in Oldenburg in Holstein; † 3. Mai 1976 in Bordesholm) war ein deutscher Architekt und Baubeamter.

## Leben
Zunächst lernte Garleff in Oldenburg das Zimmermannshandwerk. An der Baugewerkschule Eckernförde legte er 1899 ein Examen ab. Von 1902 bis 1905 studierte er daraufhin Architektur an der Technischen Hochschule Karlsruhe bei Carl Schäfer, Josef Durm und Friedrich Ratzel. Er bereiste Süddeutschland, um mittelalterliche Backsteinarchitektur zu zeichnen. Sein Interesse galt dem jüngeren Stil. Seine markanten Studienentwürfe nahmen Bezug auf mittelalterliche Bautraditionen.
1906 begann Garleffs Tätigkeit als Dozent an der Herzoglichen Baugewerkschule Coburg. Er gewann 1908 einen Wettbewerb für den Neubau der Sparkasse in Solingen und siedelte 1908 dorthin über, um die Bauleitung zu übernehmen. Eine Schule errichtete er parallel dazu. Als er 1909 zum Kreisbaumeister von Bordesholm gewählt wurde, kehrte er zurück nach Schleswig-Holstein.

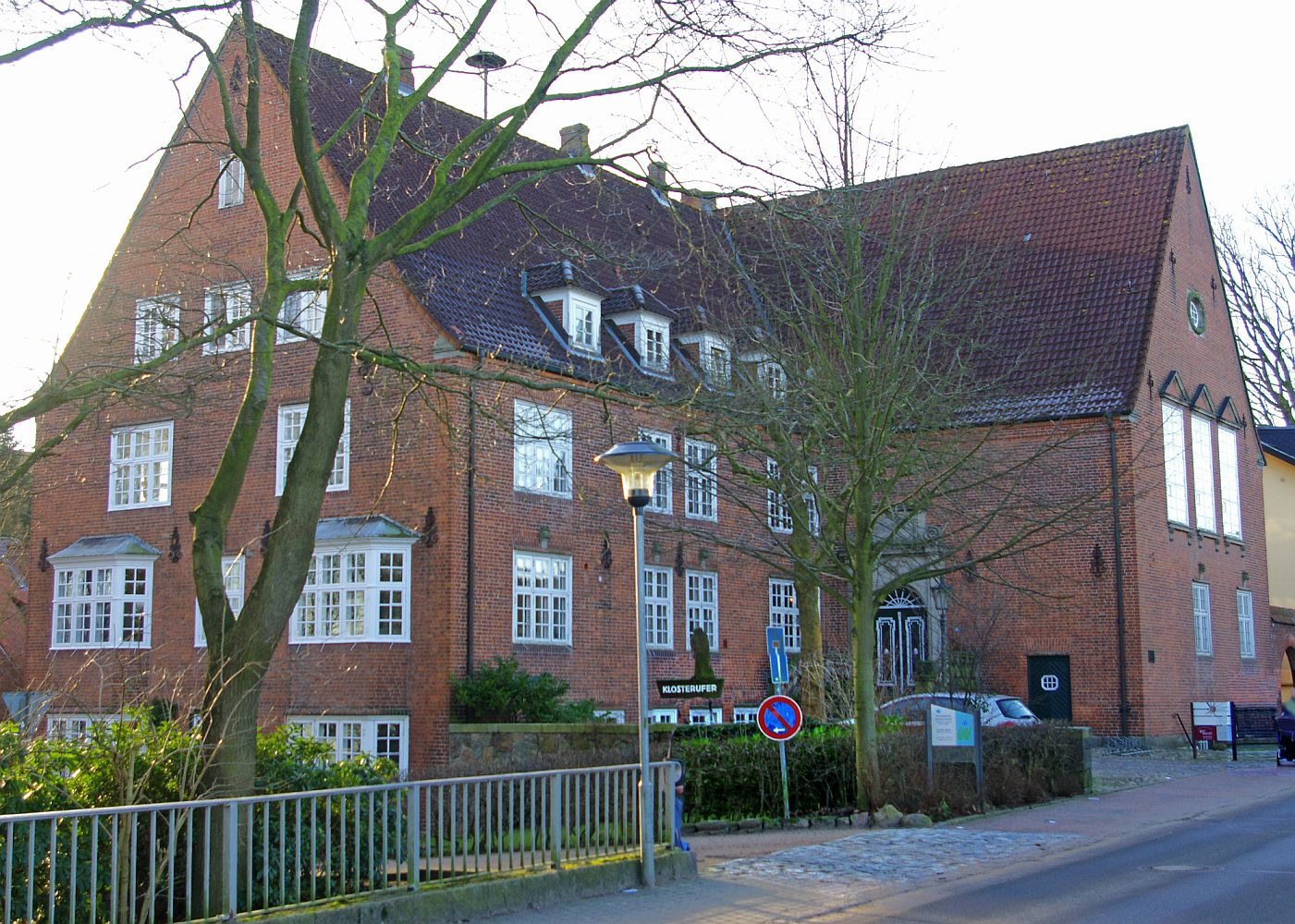
Altes Kreishaus Bordesholm, 1913 errichtet

In den folgenden 23 Jahren seines Wirkens von dieser Stelle entstanden viele Gebäude im ehemaligen Kreis Bordesholm, die auch heute noch als architektonisch gelungen gelten. Genannt seien beispielsweise die jetzt unter Denkmalschutz stehende Rudolf-Tonner-Schule in Tungendorf, die Brüder-Grimm-Schule in Kronshagen, die Schule in Padenstedt, die 1912 errichtete heutige Grundschule mit der ungewöhnlichen, jetzt unter Denkmalschutz stehenden Halle sowie das in den Jahren 1912 und 1913 nach seinen Entwürfen errichtete Kreishaus in Bordesholm, das seit 1976 unter Denkmalschutz steht. Als 1931 seine Bautätigkeit im Kreis endete, widmete er sich privaten Aufträgen. 1939 entwarf Garleff die Bank unter der Dorflinde. Das Interesse für das „Dörfliche“ stieg, und er bereiste Fehmarn, um idealtypisch befundene Bauernhöfe aufzunehmen.
1941 war Garleff mit dem Bau einer Notsiedlung nochmals in Bordesholm tätig. In dem Alter von 94 Jahren beendete er schließlich sein letztes Bauwerk, ein Wohn- und Gasthof, das den Namen „Zur Eule“ trug. Die letzte Zeit seines Lebens verbrachte Garleff mit Reisen.
Seine Bauwerke sind oft in der sogenannten Heimatschutzarchitektur gehalten, die im Wesentlichen heimische Baustoffe wie Backstein, Ziegel und Holz verwendet; die Gebäude sind oft mit Sprossenfenstern und Erkern gestaltet.
In Bordesholm wurde der Johann-Garleff-Weg nach ihm benannt.
Zusammenfassende Ausstellungen von Fotografien und anderen Dokumenten der nach seinen Entwürfen erbauten Gebäude sind mehrfach veranstaltet worden. Sein beruflicher Nachlass wird im Schleswig-Holsteinischen Archiv für Architektur- und Ingenieurbaukunst (AAI) in Schleswig aufbewahrt.

## Veröffentlichungen
- Baupflege im Kreise Bordesholm. In: Schleswig-Holsteinisches Jahrbuch, Bd. 17 (1927), S. 168.
- Wie ging in Schleswig-Holstein früher das Dachdecken mit Reet vor sich? In: Die Heimat. Zeitschrift für Natur- und Landeskunde von Schleswig-Holstein und Hamburg, Band 75, Nr. 7, Juli 1968, ISSN 0017-9701, S. 188–194, (uni-hamburg.de [abgerufen am 17. Dezember 2018]).
- Gedanken eines Baumeisters über die Gestaltung von Plätzen in Städten und Dörfern seiner Heimat Schleswig-Holstein. Selbstverlag, Bordesholm 1972.